# Кафтански, Фриц
Фриц Кафтански (нем. Fritz Kaftanski; 18 ноября 1899, Эссен, Пруссия — 9 марта 1988, Тур) — пионер микроформатной фотографии, изобретатель и производитель плёночных фотоаппаратов.

## Биография
Родился 18 ноября 1899 года в Эссене в семье евреев Юлианы, урождённой Кер (Juliane Kehr) и торговца Юлиуса Кафтански (Julius Kaftanski; 1866—1912). Юлиус Кафтански занимался международной торговлей, экспортом и импортом стоматологических изделий, газового осветительного и холодильного оборудования. Позднее Юлиус Кафтански стал продюсером немого кино. В Дюссельдорфе Юлиус Кафтански познакомился с будущим известным и плодовитым киноактёром Гарри Пилем, вместе с которым в 1912 году переехал в Берлин. В 1912 году Кафтански и Пиль сняли свой первый немой фильм Schwarzes Blut. Кафтански работал также с режиссёром Францем Хофером, вместе с которым в 1916 году снял фильм «Дикая розочка». Также Юлиус Кафтански работал с актёром Эмилем Яннингсом.
Во время Первой мировой войны Фриц Кафтански проходил в департаменте Имперских военно-воздушных сил в Берлине подготовку по дешифрированию аэроснимков.
В 1927 году Фриц Кафтански при финансовой поддержке отца основал компанию Fotofex в Берлине, которая производила дешёвые среднеформатные бокс-камеры с деревянным корпусом, заряжавшиеся листовой плёнкой 4,5×6, 6×9 см или роликовой фотоплёнкой тип-120.
В 1932 году выпустил дорогой микроформатный фотоаппарат «Минифекс» (Minifex), который снимал кадры 13 × 18 мм и заряжался 16-мм плёнкой, — один из первых фотоаппаратов, специально разработанных для скрытой съемки. Minifex имел объектив фирмы Astro-Berlin и стоил 750 марок (Leica III — 250 марок), что эквивалентно пяти месячным зарплатам рабочего. В 1934 году Кафтански основал компанию Minifex GmbH в Берлине.
1 сентября 1934 года Кафтански через посредников основал компанию Sida GmbH (от нем. siehe da). Из-за прихода нацистов к власти и принятия антиеврейских законов имя Кафтански отсутствовало в документах компании. Выпускал простые миниатюрные среднеформатные фотоаппараты Sida Optik, Sida Extra с размером кадра 24×24 мм, заряжавшиеся 35-мм киноплёнкой без перфорации. Фотоаппарат Sida скопирован и выпускался в СССР как «Лилипут», а затем «Малютка». После Второй мировой войны Кафтански возродил выпуск фотоаппарата Sida в 1945 году в Париже под названием Sidax.
Будучи евреем, переехал из нацистской Германии в Чехословакию, где славянизировал личное имя на Бедржих (чеш. Bedřich) вместо Фридрих.
Накануне оккупации Чехословакии нацистской Германией в 1939 году переехал в Париж, где сменил личное имя на Фредерик (фр. Frédéric).
В 1942 году Кафтански вместе с Люсьеном Бушеталем (Lucien Bouchetal) начал выпускать во Франции бокс-камеру Compa Fex, которая снимала кадры 4 × 6,5 см и заряжалась фотоплёнкой тип-127. Они отложили создание компании, так как правительство Виши приняло закон от 2 июня 1941 года, ограничивающий права евреев, в частности запрещавший им создавать компании. Однако ещё до освобождения Лиона 3 сентября 1944 года, Кафтански и Бушеталь создали компанию Fex. В 1945 году выпустили фотоаппарат Superfex, в 1946 году — бокс-камеру Super-Boy, рассчитанную на детей, в 1947 году — фотоаппарат Ultra Fex, который снимала кадры 6 × 9 см на фотоплёнке тип-120. В 1945 году Кафтански и Бушеталь основали компанию Kafta. Из-за напряжённых отношений в 1947 году Кафтански покинул компанию Fex, а в 1949 году Бушеталь покинул компанию Kafta. В 1950 году Кафтански выпустил фотоаппарат Kaftax, который снимал кадры 6 × 9 см, в 1952 году — Banco.
В 1954 году Фриц Кафтански основал во Франции компанию Secam. В 1956 году выпустил микроформатный фотоаппарат «Стилофот» (Stylophot), который снимал кадры 10 × 10 мм и заряжался 16-мм плёнкой с двумя рядами перфорации.